# Dietro le linee nemiche III - Missione Colombia
Dietro le linee nemiche III - Missione Colombia (Behind Enemy Lines: Colombia) è un film d'azione direct-to-video del 2009 diretto da Tim Matheson. Terzo episodio di una serie iniziata nel 2001 con Behind Enemy Lines - Dietro le linee nemiche e proseguita con Dietro le linee nemiche II - L'asse del male nel 2006. Nel 2014 fu realizzato un quarto ed ultimo film della serie intitolato Dietro le linee nemiche - Seal Team 8.
Commercializzato per il mercato home video, è uscito il 6 gennaio 2009 in madre patria e il 6 maggio dello stesso anno in Italia.

## Trama
Colombia. Il maggiore Alvaro Cardona assiste impotente alla morte della moglie e del figlio, uccisi in un attentato attribuito alle Forze armate rivoluzionarie della Colombia, anche se non rivendicato dai ribelli colombiani. Giorni dopo, una squadra di cinque soldati del Navy SEAL giunge in Colombia per una missione di ricognizione, in vista di un'importante operazione antidroga, volta a colpire il più significativo introito delle FARC. Trovano però militari e ribelli colombiani in una remota area della giungla che danno avvio a colloqui di pace, dopo quasi cinquant'anni di sanguinosa guerra civile. All'improvviso un numeroso reparto di commando colombiani, guidato proprio dal maggiore Cardona, fa irruzione ed elimina quasi tutti i presenti, eccetto il generale Valez. Gli americani sono attaccati, provocano gravi perdite al nemico, ma due SEAL sono uccisi ed un terzo ferito e catturato. I due superstiti sono impossibilitati a fuggire dal Paese, in quanto accusati dai colombiani di omicidio e di aver sabotato i colloqui di pace e sono anche screditati dal governo americano, che li accusa di essere dei disertori al soldo dei cartelli della droga locali. I due salveranno il loro compagno prigioniero, poi dovranno cercare le prove della loro innocenza e al contempo difendersi dai continui attacchi dei loro inseguitori. Scopriranno il vero colpevole ed alla fine saranno perfino aiutati dal maggiore Cardona che, come loro, era stato incastrato dal colpevole e coinvolto nella cospirazione.

## Produzione
Le riprese si sono svolte interamente a Porto Rico per motivi finanziari. I WWE Studios hanno partecipato alla produzione.